# Masaki Etó
Masaki Etó (japonsky 江藤 正基, Etó Masaki; * 26. února 1954) je bývalý japonský reprezentant v zápase, původem z Kagošimské prefektury. V roce 1984 v Los Angeles vybojoval v zápase řecko-římském ve váhové kategorii do 57 kg stříbrnou olympijskou medaili. V roce 1983 vybojoval ve stejné váhové kategorii zlatou medaili na mistrovství světa.